# Tuya Lake
Der Tuya Lake ist ein See im Nordwesten der kanadischen Provinz British Columbia in der Stikine Region. Er liegt 72 km nordwestlich von Dease Lake. Seinen Namen hat der See, dessen wichtigster Zu- und Abfluss der Tuya River ist, vermutlich von den nahegelegenen steil aufragenden Tafelvulkanen, auch Tuyas genannt. Der See liegt südlich vom Tuya Butte und östlich vom Mount Josephine und grenzt im Norden an den Tuya Mountains Park. Die Region, in der der Tuya Lake liegt, ist Teil der borealen Klimazone.
Zu den im Tuya Lake heimischen Fischarten gehören die Äsche (Thymalus arcticus), die Stierforelle (Salvelinus confluentus), die Saugkarpfenart Catostomus catostomus, die Quappe (Lota lota), sowie verschiedene Groppen-Gattungen (Cottus asper und Cottus cognatus).
Der Rotlachs (Oncorhynchus nerka) gehört zwar nicht zu den einheimischen Arten, kommt aber auch im See vor. Die erste Aussetzung von Sockeye-Lachsen fand 1991 statt und die erste Fischereitätigkeit wurde 1995 durchgeführt. Es gibt keine Belege dafür, dass der Tuya Lake in der Vergangenheit einen Sockeye-Bestand aufwies.